# One Hundred Years from Now (album)
One Hundred Years from Now is een studioalbum van Dennis DeYoung. Dennis DeYoung was ooit de zanger van de muziekgroep Styx en uit dit album blijkt weer hoe groot de invloed was van DeYoung op de muziek van die band. One Hundred Years from Now klinkt als een album van Styx, al zullen sommigen de steviger aanpak van Tommy Shaw missen. Het album is gedurende een aantal jaren opgenomen want er zijn drie geluidsstudios aan te pas gekomen (My House, Hinge en Studio 211) en er is ook een constante wisseling van musici. Het album werd in eerste instantie uitgegeven door Universal Music Canada.

## Musici
- Dennis DeYoung – zang, toetsinstrumenten
- Tommy Dziallo, Ernie Denov, Stephane Dufour – gitaar
- Tommy Dziallo – dobro
- Hank Horton – basgitaar
- Kyle Woodring – drums, behalve (10) Matthew DeYoung
- John Blaccuci – toetsinstrumenten op (11)
- Kevin Chalfant, Hank Horton, Suzanne DeYoung - achtergrondzang
- Jimmy Leahy, John Rice – akoestische gitaar.

## Tracklist
Allen van DeYoung; Franstalige tekst van (1) is van Éric Lapointe. 

| Nr. | Titel                                                                       | Duur |
| --- | --------------------------------------------------------------------------- | ---- |
| 1.  | One Hundred Years from Now (ook als single uitgebracht; succes op de radio) | 5:03 |
| 2.  | This Time Next Year                                                         | 3:45 |
| 3.  | Rain                                                                        | 4:35 |
| 4.  | Save Me                                                                     | 5:26 |
| 5.  | Breathe Again                                                               | 5:11 |
| 6.  | Crossing the Rubicon                                                        | 5:51 |
| 7.  | Respect Me                                                                  | 4:50 |
| 8.  | I Believe in You                                                            | 4:59 |
| 9.  | Forgivness                                                                  | 4:22 |
| 10. | I Don’t Believe in Anything                                                 | 4:08 |
| 11. | Turn off CNN                                                                | 3:05 |

Het album verscheen in 2009 ook als Amerikaanse persing met een gewijzigde tracklist, waarbij Respect Me weg is gelaten.

| Nr. | Titel                                      | Duur |
| --- | ------------------------------------------ | ---- |
| 1.  | One Hundred Years from Now                 | 5:03 |
| 2.  | This Time Next Year                        | 3:45 |
| 3.  | Rain                                       | 4:35 |
| 4.  | Crossing the Rubicon                       | 5:51 |
| 5.  | Save Me                                    | 5;26 |
| 6.  | I Don’t Believe in Anything                | 4:08 |
| 7.  | Private Jones (niet op origineel album)    | 4:25 |
| 8.  | I Believe in You                           | 4:59 |
| 9.  | There Was a Time (niet op origineel album) | 4:48 |
| 10. | Breathe Again                              | 5:11 |
| 11. | Forgivness                                 | 4:22 |
| 12. | Turn off CNN                               | 3:05 |

Opvallend is de titel van de track Crossing the Rubicon, de rivier de Rubicon gaf haar naar aan deze zegswijze; iets wat men niet ongedaan kan maken. De rivier Styx oversteken is ook een onomkeerbare daad; men bevindt zich in de onderwereld.  

## Hoes
De hoes is van Robert Addison, die ook de hoes voor The Paradise Theatre (Styx-album) ontwierp; het kunstvoorwerp is in het bezit van de familie DeYoung.